# Raoul Cerighelli
Raoul Cerighelli (* 10. Dezember 1893 in Marseille, Département Bouches-du-Rhône; † 19. Februar 1986 ebenda) war ein französischer Agrarwissenschaftler.

## Leben
Cerighelli studierte nach seinem Abschluss am Lycée und an der wissenschaftlichen Fakultät in Marseille Agrarwissenschaften am Institut national agronomique in Paris. Anschließend machte er Karriere als Lehrer und Forscher. Von 1920 bis 1926 war er Präparator und dann Assistent am Muséum national d’histoire naturelle in Paris, von 1922 bis 1926 war er Lehrer am Collège Stanislas sowie von 1926 bis 1931 Leiter der Abteilung für Phytopathologie am Institut für Agrarforschung in Saigon, Französisch-Indochina. Von 1931 bis 1933 war er Leiter der Abteilung für Chemie am selben Institut.
Cerighelli war zudem Leiter der wissenschaftlichen Abteilung der Wirtschaftsagentur von Indochina, von 1934 bis 1937 Professor für Biologie an der wissenschaftlichen Fakultät der Universität Teheran, von 1937 bis 1944 ordentlicher Professor an der wissenschaftlichen Fakultät der Universität Nancy, Direktor des landwirtschaftlichen und kolonialen Instituts von Nancy als Nachfolger von Edmond Gain während desselben Zeitraums sowie ordentlicher Professor an der wissenschaftlichen Fakultät der Universität Aix-Marseille im Jahr 1944, wo er das Labor für allgemeine und tropische Agronomie leitete. Von 1954 bis 1955 wurde er an die Universitäten von Hanoi und Saigon berufen.
Seine wissenschaftlichen Leistungen sind zahlreich, angefangen bei der Erforschung des Anbaus von Parfümpflanzen in Grasse (1934), dann Experte der parlamentarischen Kontrollkommission des Office du Niger im Jahr 1938.
1946 führte Cerighelli eine Studie über den Reisanbau in Italien durch. 1948 wurde er nach Madagaskar, Réunion, Mauritius und Kenia und 1955 auf die Komoren, nach Britisch-Malaya sowie nach Südvietnam geschickt.
Seine Veröffentlichungen umfassen die Schriften Recherches physiologiques sur la respiration de la racine applications à l’étude de l’influence du sol sur la végétation, die Gegenstand seiner 1921 verteidigten Dissertation ist, sowie Leçons de chimie agricole cours élémentaire aus dem Jahr 1922, La culture des plantes à parfum dans le midi de France (1924), Bernard Palissy, savant et agronome (1946) sowie Traité de cullures tropicales: Tome I – Plantes vivrières (1955).
Cerighelli wurde am 20. April 1956 zum korrespondierenden Mitglied der vierten Abteilung der Académie des Sciences d’Outre-Mer gewählt, als er Professor an der naturwissenschaftlichen Fakultät an der Universität Aix-Marseille war.
1921 war er Träger des Prix Jean de Ruíz de Lavison der Académie des sciences für seine Dissertation und 1922 Preisträger der Celle d’agriculture. 1923 wurde er zum Mitglied der Société botanique de France gewählt.
Cerighelli war Ritter der Ehrenlegion, Offizier des Verdienstordens des öffentlichen Bildungswesens sowie Ritter des Ordre du Mérite agricole.